# 田沼意尊
田沼 意尊（たぬま おきたか）は、江戸時代後期の大名、明治時代初期の華族。
田沼意次の曽孫で遠江国相良藩主、上総国小久保藩初代藩主、同藩初代知藩事。幕末に江戸幕府の若年寄を務めた。官位は従五位下・玄蕃頭。

## 略歴
田沼意留の子として誕生した。天保11年（1840年）7月20日、22歳で家督を相続する。大坂定番を務めた。文久元年（1861年）9月14日、43歳で若年寄に就任する。
元治元年（1864年）、幕府軍総督として水戸藩浪士による天狗党の乱の鎮圧に努め、天狗党退去後には筑波山を占領しているが、部田野の戦いでは敗北した。なお、乱の鎮圧に必要な軍資金の調達に奔走した家老の井上寛司が、借金を返済できなかったために切腹するという出来事があった。翌元治2年（1865年）、越前国敦賀で降伏をした武田耕雲斎らを処刑した。
慶応2年（1866年）10月4日、若年寄を解任された。慶応4年（1868年）の鳥羽・伏見の戦いに幕府軍として参陣した。直後の2月に駿遠地方では最も遅く勤王証書を提出した。
明治元年（1868年）9月21日に上総小久保へ移封され、明治2年（1869年）6月24日、版籍奉還により知藩事となり、華族制度下では子爵に列せられた。洋学を取り入れた近代的な藩校創設に尽力した。同年12月24日、51歳で死去した。

## 系譜
父母
- 田沼意留（父）

正室
- 久留島通嘉の娘

子女
- 智恵（長女） - 田沼忠千代夫人、のち田沼望夫人
- 路（次女） - 小笠原長育夫人

養子
- 田沼忠千代 - 伊達宗城の六男
- 田沼意斉 - 大岡忠恕の五男
- 田沼望 - 伏原宣諭の二男